# Djoao Lobles
Djoao Liam Lobles (Den Helder, 14 januari 2001) is een Nederlandse atleet met als specialisatie de middellange afstanden en dan vooral de 800 m. Op dit onderdeel heeft hij vijf nationale titels veroverd. Daarnaast is hij ook actief in de cross.

## Biografie
Lobles liep zijn eerste internationale wedstrijd tijdens het Europees Olympisch Jeugdfestival 2017 in Győr. Hier won hij bij de 800 m onder 18 goud. Tijdens de Europese kampioenschappen U20 in 2019 werd hij achtste in de finale van de 800 m.
In 2020 won Lobles bij de senioren goud op de 800 m op zowel de Nederlandse indoorkampioenschappen als de Nederlandse baankampioenschappen. In 2021 prolongeerde hij zijn Nederlandse indoortitel op de 800 m. Op de hierop volgende Europese indoorkampioenschappen in Toruń strandde hij in zijn serie. Tijdens de NK indoor van 2022 kwam hij op de 800 m als eerste over de streep, hij werd echter gediskwalificeerd in verband met het buiten zijn baan stappen.

## Nederlandse kampioenschappen
Outdoor
| Onderdeel | Jaar       |
| --------- | ---------- |
| 800 m     | 2020, 2022 |

Indoor
| Onderdeel | Jaar             |
| --------- | ---------------- |
| 800 m     | 2020, 2021, 2024 |

## Persoonlijke records
Outdoor
| Onderdeel | Prestatie | Datum       | Plaats   |
| --------- | --------- | ----------- | -------- |
| 400 m     | 46,79     | 4 juni 2022 | Oordegem |
| 800 m     | 1.45,66   | 22 mei 2022 | Lokeren  |

Indoor
| Onderdeel | Prestatie | Datum            | Plaats    |
| --------- | --------- | ---------------- | --------- |
| 400 m     | 47,15     | 13 februari 2022 | Apeldoorn |
| 800 m     | 1.46,65   | 21 februari 2021 | Apeldoorn |

## Prestaties

### 800 m
Kampioenschappen
- 2017:  EJOF - 1.50,72
- 2019: 8e EK U20 te Borås - 1.58,30
- 2020:  NK indoor - 1.50,23
- 2020:  NK - 1.50,40
- 2021:  NK indoor - 1.46,65
- 2021: 6e in serie EK indoor - 1.50,29
- 2021:  NK - 1.52,04
- 2022:  NK - 1.48,04
- 2024:  NK indoor - 1.49,67 s